# Ibn al-Adim
Kamal ad-Din Abu l-Qasim Umar ibn Ahmad Ibn al-Adim (arabisch كمال الدين أبو القاسم عمر بن أحمد بن العديم, DMG Kamāl ad-Dīn Abū l-Qāsim ʿUmar b. Aḥmad b. al-ʿAdīm; * Dezember 1192 oder Januar 1193 in Aleppo; † 21. April 1262 in Kairo) war ein arabischer Richter und Chronist des 13. Jahrhunderts.

## Biographie
Ibn al-Adim entstammte der in Aleppo angesehenen Familie der Banū l-ʿAdīm („Söhne des armen Mannes“), die seit mehreren Generationen das Amt des Oberrichters (qādī l-qudāt) in der Stadt bekleidete. Angeblich waren sie Nachkommen eines Gefährten des Prophetenschwiegersohnes Ali. 
Nach einem Studium in Bagdad und Reisen nach Damaskus, Jerusalem und Mekka übernahm Ibn al-Adim selbst das Richteramt. Unter den Fürsten der Ayyubiden wurde er später auch als Minister und Diplomat verwendet. Beim Herannahen des mongolischen Eroberungsheers des Hülegü floh er in den ersten Januartagen 1260 im Tross des letzten Ayyubiden an-Nasir Yusuf und nahm Exil im ägyptischen Kairo. Mit der Erlaubnis des Hülegü konnte er noch einmal zurückkehren und seine in Trümmern liegende Heimatstadt sehen, für die er eine Elegie schrieb, die bei Abu l-Fida in Fragmenten erhalten ist.

## Werk
Ibn al-Adim zählt zu den bedeutendsten zeitgenössischen Chronisten der Muslime in der Epoche der Kreuzzüge. Sein bekanntestes und umfangreichstes Werk ist das zehn Bände umfassende „Alles Wünschenswerte über die Geschichte von Aleppo“ (Buġyat aṭ-ṭalab fī tārīḫ Ḥalab), eine alphabetisch geordnete Zusammenstellung biographischer Darstellungen für die Geschichte Aleppos bedeutender Persönlichkeiten. Dieses Werk komprimierte er in seiner zweiten Arbeit „Der Rahm der Milch von der Geschichte Aleppos“ (Zubdat aṭ-ṭalab min tārīḫ Ḥalab) zu einer erzählenden Stadtchronik, die aufgrund seines Todes unvollendet mit dem Jahr 1243 endet.
Daneben verfasste Ibn al-Adim noch eine kurze Familienchronik sowie eine Festschrift anlässlich der Geburt des ältesten Sohnes des Emirs az-Zahir Ghazi im Jahr 1213.

## Ausgaben
Teileditionen
- Selecta ex historia halebi. Hrsg. von Georg Wilhelm Freytag. Paris 1819 (lateinische Teilübersetzung des Zubdat; Digitalisat auf archive.org).
- Extraits de la chronique d’Alep par Kemal ed-Dîn. Hrsg. in: RHC, Historiens orienteaux. Bd. 3 (1884), S. 571–690 (französische Teilübersetzung des Zubdat, Jahre 1097–1146).
- Extraits du dictionnaire biographique de Kemal ed-Dîn. Hrsg. in: RHC, Historiens orienteaux. Bd. 3 (1884), S. 691–732 (französische Übersetzung ausgewählter Viten des Buġyat).
- Kamâl-ad-Dîn, Histoire d’Alep. Hrsg. von Edgard Blochet. Paris 1900 (französische Teilübersetzung des Zubdat, Jahre 1146–1243).

Gesamteditionen
- Bughyat at-talab fī tārīch Halab, sannafahū Ibn al-ʿAdīm as-sāhib Kamāl ad-Dīn ʿUmar ibn Ahmad ibn Abī Dscharāda. Hrsg. in 11 Bänden von Suhayl Zakkar. Damaskus 1988.
- Zubdat at-talab min tārīch Halab li-s-sāhib Kamāl ad-Dīn ʿUmar ibn Ahmad ibn Abī Dscharāda al-mutawaffā fī sanat 660 h. Hrsg. in 2 Bänden von Suhayl Zakkar. Damaskus/Kairo 1997.